# 18 octombrie
ianuarie • februarie • martie  • aprilie  • mai  • iunie  • iulie  • august  • septembrie  • octombrie  • noiembrie  • decembrie
18 octombrie este a 291-a zi a calendarului gregorian și a 292-a zi în anii bisecți. Mai sunt 74 de zile până la sfârșitul anului.

## Evenimente
| Imagine indisponibilă |  | Imagine indisponibilă |
| 1599: Bătălia de la Șelimbăr. Mihai Viteazul învinge oastea transilvană condusă de Andrei Bathory; întregul teritoriu al Transilvaniei intra în stăpânirea lui Mihai Viteazul. |  |                       |

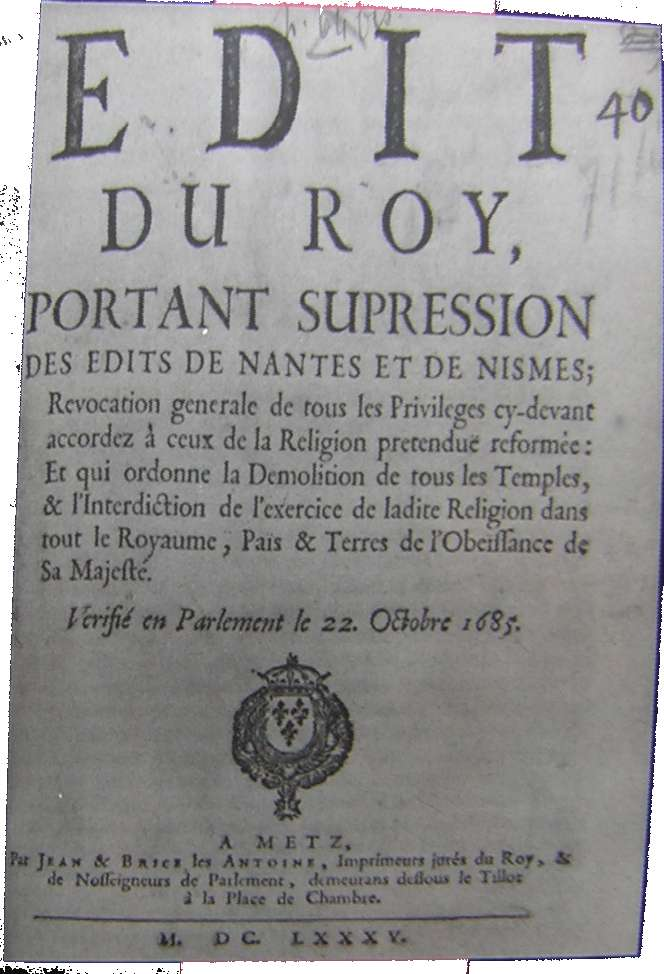
1685: Ludovic al XIV-lea al Franței a revocat Edictul de la Nantes (1598) și a interzis exercitarea cultului protestant în Franța

- 1009: Din ordinele califului Fatimid Al-Hakim bi-Amr Allah, Biserica Sfântului Mormânt din Ierusalim a fost distrusă până la temelii.
- 1210: Papa Inocențiu al III-lea îl excomunică pe liderul german Otto al IV-lea.
- 1386: Deschiderea Universității din Heidelberg.
- 1495: S–a încheiat construcția bisericii domnești din Dorohoi.
- 1599: Bătălia de la Șelimbăr. Mihai Viteazul învinge oastea transilvană condusă de Andrei Bathory; întregul teritoriu al Transilvaniei intra în stăpânirea lui Mihai Viteazul.
- 1685: Ludovic al XIV-lea al Franței a revocat Edictul de la Nantes (13 aprilie 1598); ca urmare, în Franța a fost interzisă exercitarea cultului protestant.
- 1748: Semnarea Tratatului de la Aix-la-Chapelle sfârșește Războiul de Succesiune Austriacă.
- 1830: Va fi așezată piatra fundamentală pentru construirea monumentului Walhalla.
- 1851: Romanul Moby Dick de Herman Melville a fost publicat în premieră, sub titlul The Whale (Balena).
- 1867: SUA au preluat regiunea Alaska.
- 1873: Au fost formulate primele reguli de fotbal american la întâlnirea de la New York, la care au participat delegații din Columbia, Princeton, Rutgers și ai Universității Yale.
- 1878: Rusia a luat în stăpânire totală Basarabia.
- 1881: Inaugurarea liniei ferate Buzău–Mărășești, prima linie de cale ferată construită de inginerii români.
- 1883: S–a semnat, la Viena, într-un cadru strict secret, tratatul de alianță româno-austro–ungar.
- 1897: Este inaugurat viaductul Caracău, conform convenției de interconectare a rețelelor feroviare române cu cele austro-ungare.
- 1915: În timpul Primului Război Mondial începe a treia bătălie de la Isonzo în Campania italiană dintre Italia și Imperiul Austro-Ungar.
- 1918: Înființarea Societății simfonice "George Enescu" din Iași.
- 1922: Se înființează "The British Broadcasting Company, Ltd.", care va fi înlocuită în 1927 de "British Broadcasting Corporation" (BBC).
- 1941: Se declanșează operațiunea militară de cucerire a Peninsulei Crimeea
- 1967: Stația interplanetară automată "Venus–4", lansată la 12 iunie 1967, a atins suprafața Planetei Venus.
- 1967: Filmul de desene animate The Jungle Book („Cartea junglei”) produs de studiourile Walt Disney este prezentat în cinematografele americane.
- 1968: Un raid al poliției în apartamentul lui John Lennon și al lui Yoko Ono prin care s-a găsit 168 grame de marijuana. Mai târziu au pledat vinovat și au plătit 150£.
- 1968: Atleții americani Tommie Smith și John Carlos, câștigători ai medaliilor de aur, respectiv bronz, în proba de 200 de metri sprint, la Jocurile Olimpice de la Mexico City, sunt excluși din lotul american și din satul olimpic. Decizia a fost luată după ce, la ceremonia de înmânare a medaliilor, cei doi protestaseră față de situația populației de culoare din SUA, făcând salutul specific organizației "Black Power".
- 1991: Președintele Mihail Gorbaciov a semnat împreună cu liderii a opt republici sovietice Acordul de Colaborare Economică a Republicilor suverane (Armenia, Belarus, Kazahstan, Kârgâzstan, Rusia, Tadjikistan, Turkmenia, și Uzbekistan).
- 2006: Alpinistul român Ticu Lăcătușu reușește să escaladeze, în premieră mondială, cel mai înalt vârf (6.403 metri) din masivul himalayan Tsartse. Vârful a fost botezat Europa.

## Nașteri
- 1405: Papa Pius al II-lea (d. 1464)
- 1569: Giambattista Marino, poet italian (d. 1625)
- 1663: Eugen de Savoia, feldmareșal al Sfântului Imperiu Roman, eliberatorul Ungariei și Transilvaniei de sub turci, guvernator al Banatului (d. 1736)

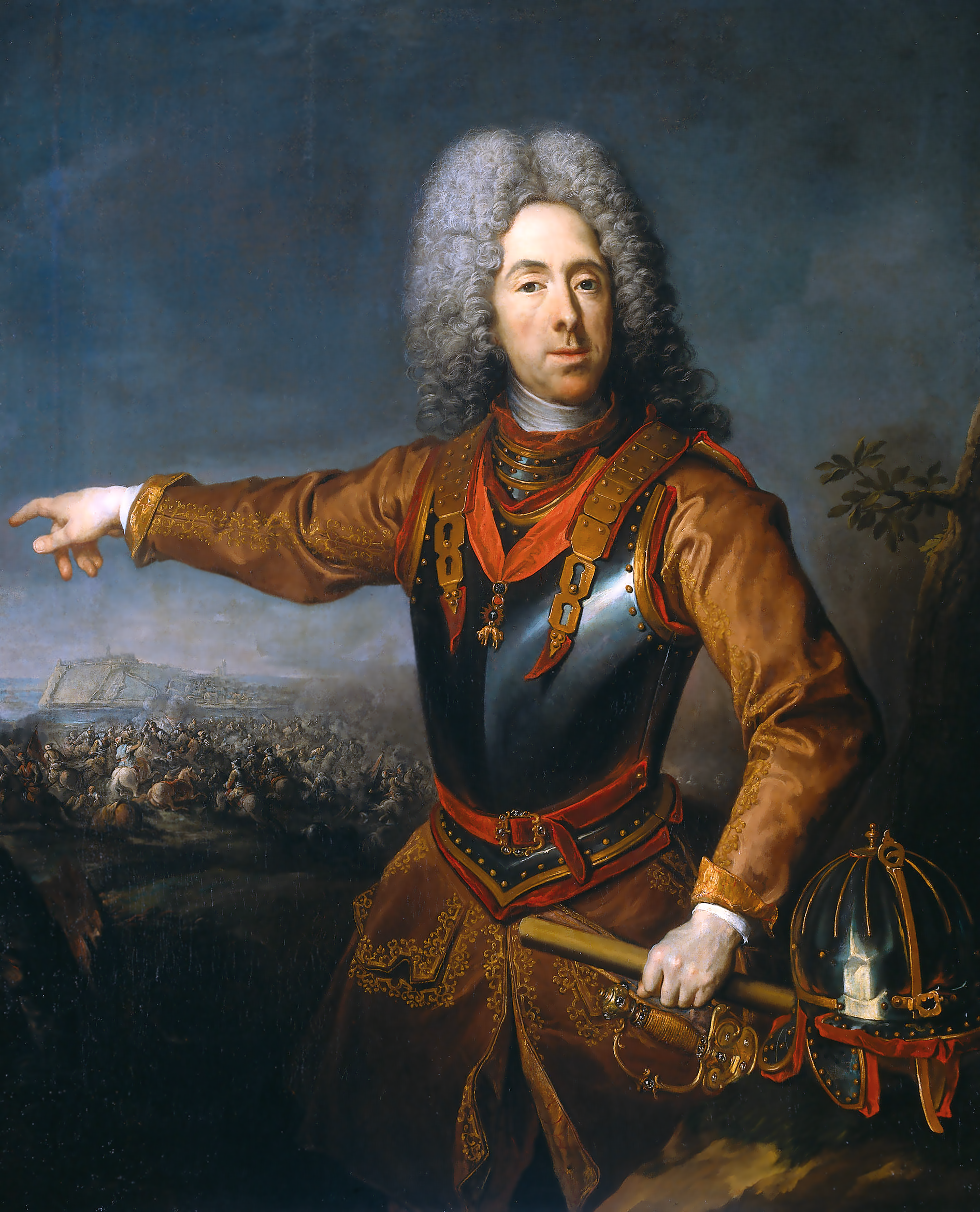
Eugen de Savoia, feldmareșal al Sfântului Imperiu Roman
Henri Bergson, filosof francez, laureat Nobel
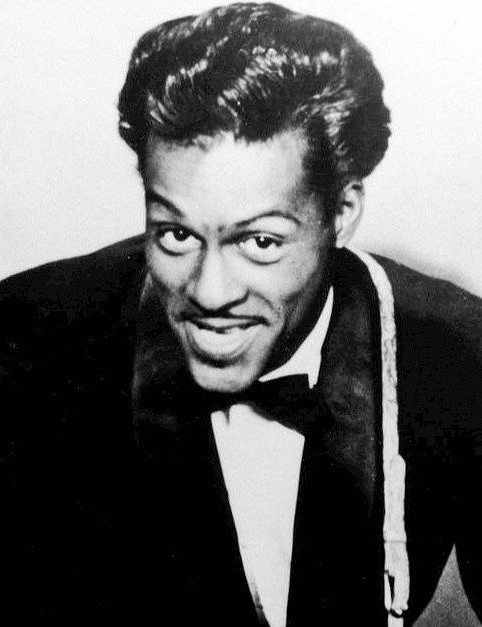
Chuck Berry, cântăreț american

- 1668: Johann George al IV-lea, Elector de Saxonia (d. 1694)
- 1671: Frederic al IV-lea de Holstein-Gottorp, duce de Schleswig (d. 1702)
- 1762: Lazarus Bendavid, matematician și filozof german (d. 1832)
- 1777: Heinrich von Kleist, autor și poet german (d. 1811)
- 1831: Frederic al III-lea al Germaniei (d. 1888)
- 1859: Henri Bergson, filosof francez, laureat al Premiului Nobel (d. 1941)
- 1870: Daisetz Teitaro Suzuki, un învățat al școlii Rinzai (d. 1966)
- 1902: Miriam Hopkins, actriță americană (d. 1972)
- 1902: Pascual Jordan, fizician teoretician german (d. 1980)
- 1907: Mihail Sebastian, scriitor român (d. 1945)
- 1919: Pierre Elliott Trudeau, prim ministru al Canadei (1968–1979; 1980–1984) (d. 2000)
- 1925: Melina Merkouri, actriță, om politic grec, fost ministru al culturii (1981-1989; 1993-1994) (d. 1994)
- 1926: Chuck Berry, cântăreț, compozitor, chitarist american (d. 2017)
- 1928: Ernest Simoni, cardinal albanez, deținut politic
- 1932: Vytautas Landsbergis, politician lituanian, președinte al Lituaniei 1990-1992
- 1935: Dinu Cernescu, regizor român de teatru (d. 2024)
- 1936: Ion Aramă, scriitor român (d. 2004)
- 1939: Jan Erik Vold, poet norvegian
- 1952: Chuck Lorre, scriitor, regizor, producător și compozitor american
- 1956: Martina Navrátilová, jucătoare americană de tenis de origine cehă
- 1960: Ion Stoica, politician român
- 1960: Jean-Claude Van Damme, actor, expert în arte marțiale și regizor belgian
- 1967: Ștefan Bănică Jr., cântăreț, actor, regizor, producător de film și compozitor român, fiul lui Ștefan Bănică Sr.

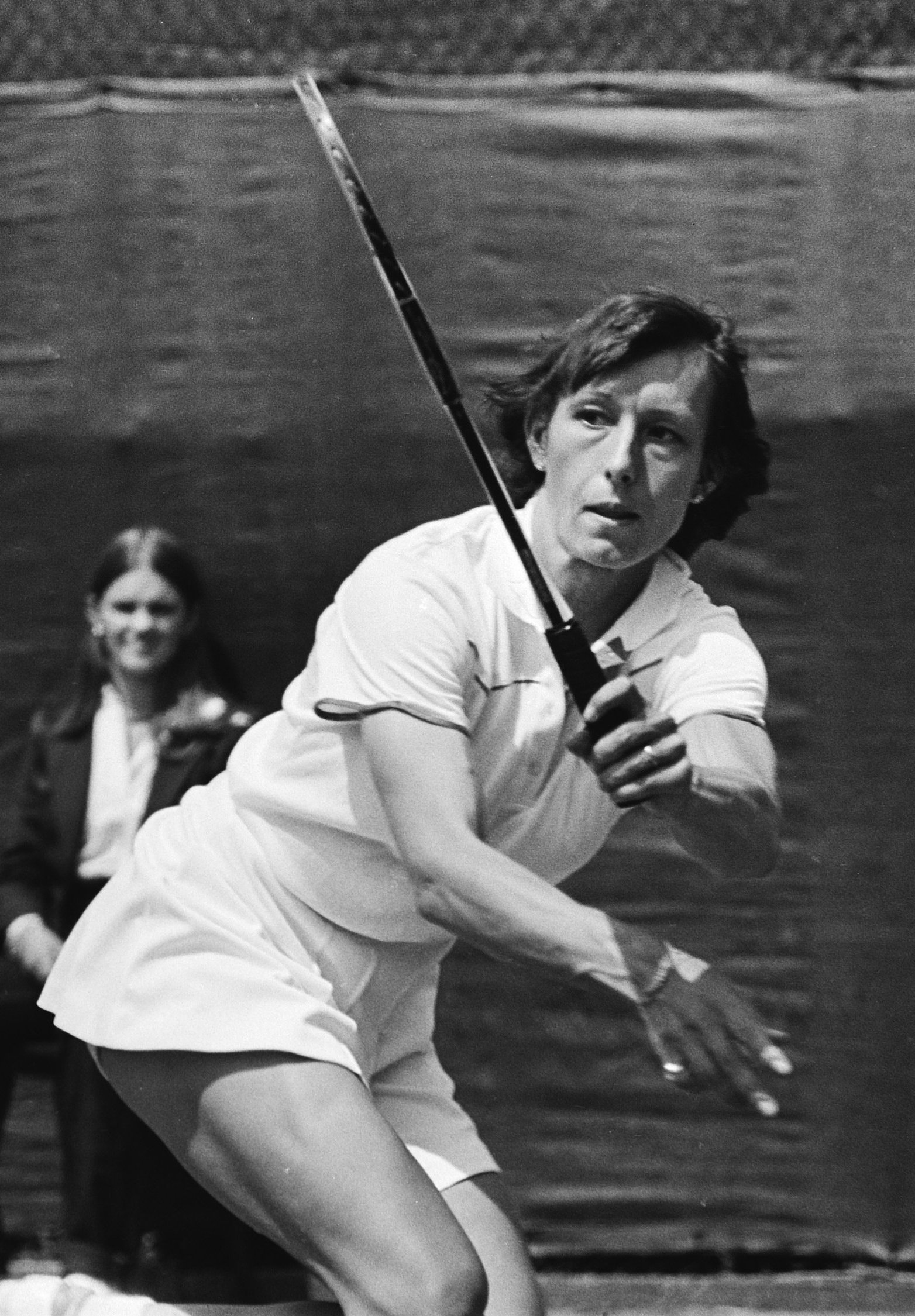
Martina Navrátilová, jucătoare americană de tenis de origine cehă
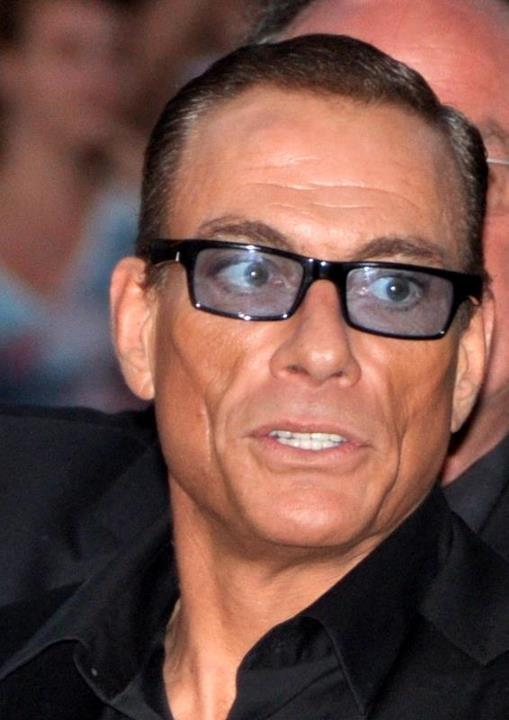
Jean-Claude Van Damme, actor belgian
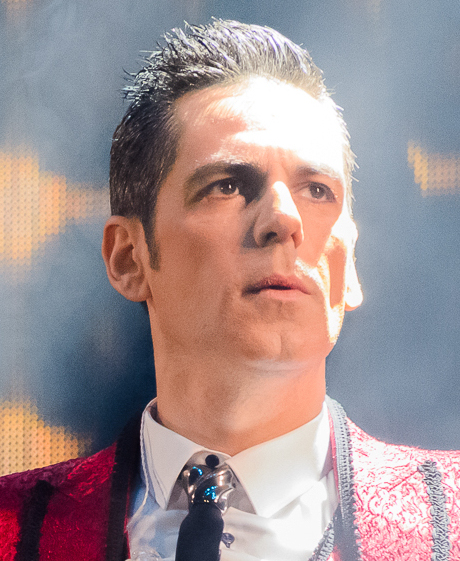
Ștefan Bănică Jr., cântăreț, actor român

- 1967: Hunor Kelemen, politician român de etnie maghiară
- 1968: Michael Stich, jucător german de tenis
- 1968: Cristian Iacob, actor român
- 1972: Karl Nehammer, politician austriac, cancelar al Austriei
- 1973: Serghei Bezrukov, actor rus
- 1975: Iulian Dăniță, fotbalist român
- 1976: Galder, muzician norvegian
- 1982: Thierry Amiel, cântăreț francez
- 1983: Dante, fotbalist brazilian
- 1984: José Nadson Ferreira, fotbalist brazilian
- 1987: Zac Efron, actor și cântăreț american

## Decese
- 0707: Papa Ioan al VII-lea
- 1101: Hugo de Vermandois, fiul regelui Henric I al Franței (n. 1053)
- 1417: Papa Grigore al XII-lea (n. 1335)
- 1503: Papa Pius al III-lea (n. 1439)
- 1541: Margareta Tudor, soția regelui Iacob al IV-lea al Scoției (n. 1489)

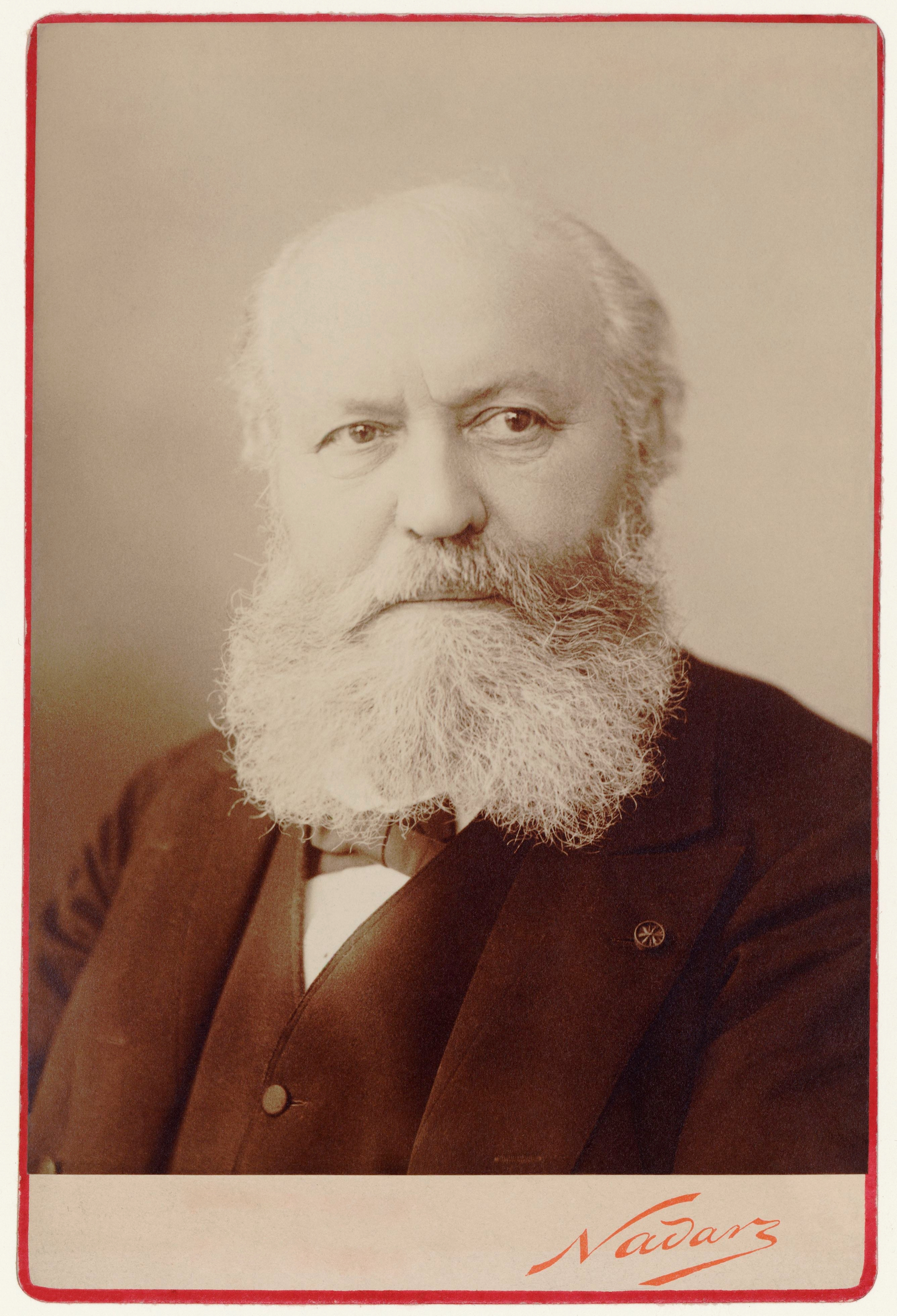
Charles Gounod, compozitor francez
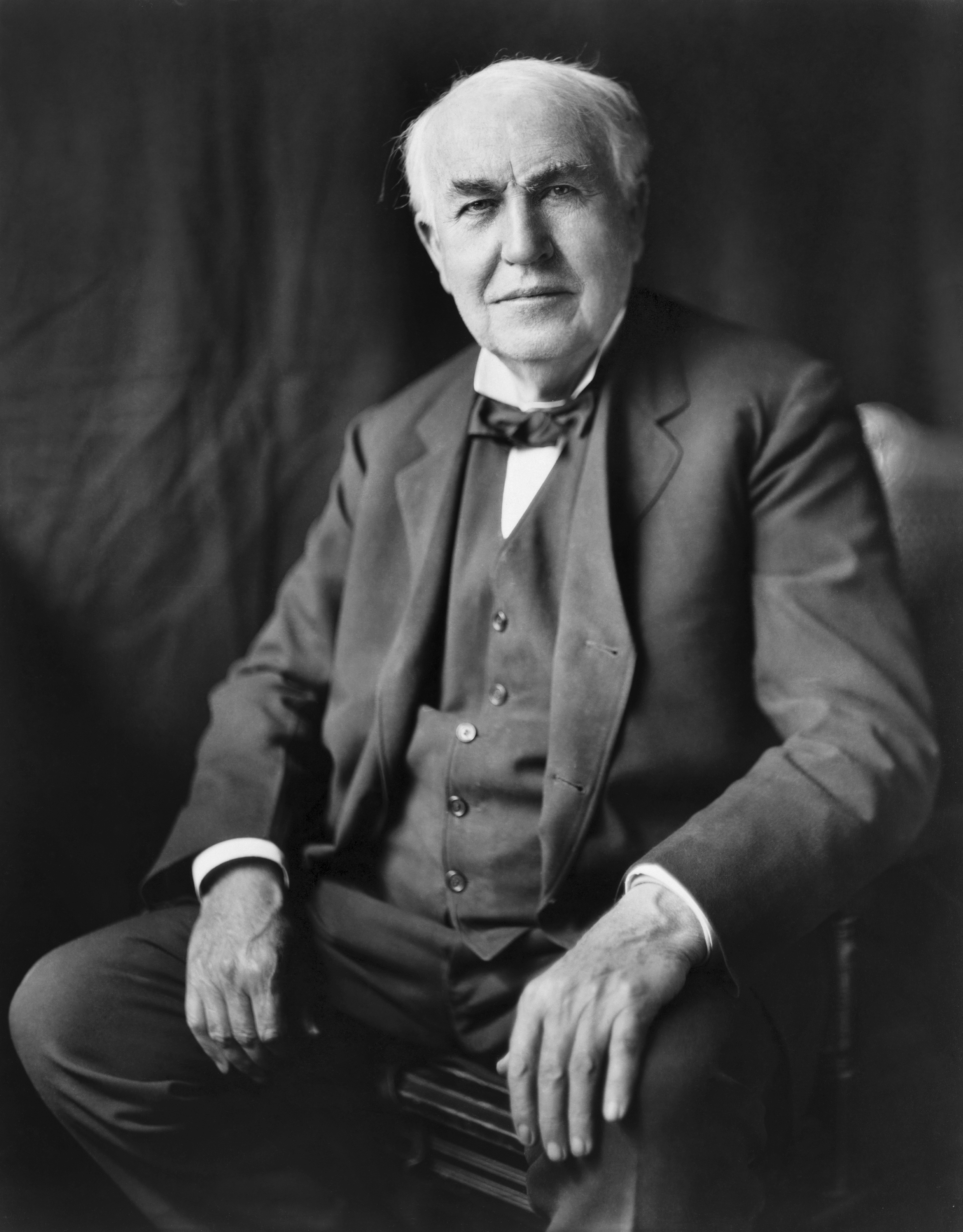
Thomas Alva Edison, inventator american
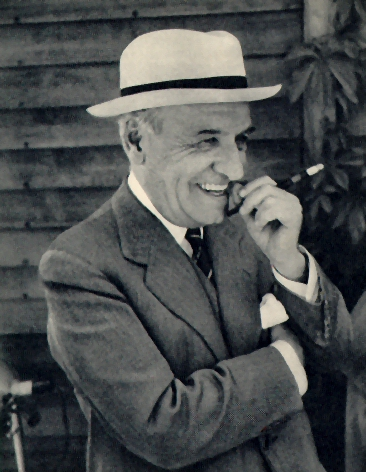
José Ortega y Gasset, filosof spaniol

- 1558: Maria a Austriei, regină a Ungariei și a Boemiei (n. 1505)
- 1562: Petru de Alcantara, mistic franciscan (n. 1499)
- 1744: Sarah Churchill, Ducesă de Marlborough (n. 1660)
- 1865: Henry Temple, politician englez, prim-ministru al Regatului Unit (n. 1784)
- 1871: Charles Babbage, matematician englez  (n. 1791)
- 1893: Charles Gounod, compozitor francez (n. 1818)
- 1916: Ignacio Pinazo Camarlench, pictor spaniol (n. 1849)
- 1921: Ludwig al III-lea al Bavariei, rege (n. 1845)
- 1931: Thomas Alva Edison, inventator și cercetător american (n. 1847)
- 1944: Henri Pinta, pictor francez (n. 1856)
- 1955: José Ortega y Gasset, filosof spaniol (n. 1883)
- 1973: Leo Strauss, filosof germano-american (n. 1899)
- 2009: Tiberiu-Ovidiu Mușetescu, politician român (n. 1955)
- 2009: Ion Cojar, regizor, actor și profesor român (n. 1931)
- 2011: Paul Everac, dramaturg român (n. 1924)
- 2012: Sylvia Kristel, actriță olandeză (n. 1952)
- 2017: Olga Tudorache, actriță română de teatru și film (n. 1929)
- 2021: Colin Powell, secretar de stat al SUA (n. 1937)
- 2022: Eugen Simion, critic literar, membru al Academiei Române (n. 1933)

## Sărbători
- Sf. apostol și evanghelist Luca (Luca Evanghelistul) (calendarul ortodox și greco-catolic)
- Sf. Luca, evanghelist (calendarul romano-catolic)
- Alaska Day este o sărbătoare legală în Alaska
- Ziua Europeană de Luptă Împotriva Traficului de Persoane